# Grandes Amores
Grandes Amores é o décimo álbum de estúdio da cantora brasileira Fafá de Belém, lançado em 1987, pela gravadora Som Livre.

## Faixas

### Lado A
| N.º | Título                                   | Compositor(es)                        | Duração |  |
| 1.  | "Tudo Pode o Amor (All In Love Is Fair)" | Stevie Wonder / Versão: Fafá de Belém | 4:39    |  |
| 2.  | "Meu Dilema"                             | Michael Sullivan, Leonardo            | 3:42    |  |
| 3.  | "Fazendo Fumaça"                         | J. Michiles                           | 2:15    |  |
| 4.  | "Personagem"                             | Carlos Cola, Mauro Motta              | 3:50    |  |
| 5.  | "Grande Amores"                          | Fafá de Belém                         | 3:30    |  |

### Lado B
| N.º | Título                                                                                 | Compositor(es)                                                                                                   | Duração |  |
| 1.  | "Motivos"                                                                              | Michael Sullivan, Leonardo                                                                                       | 4:06    |  |
| 2.  | "Lambadas III - Negue - Ti Ti Ti - Só Vai Dar Você - Cheiro No Cangote - Forró Fogoso" | _ - J. Michiles - Fernando Lelis, Jacinto José - Alípio Martins, Marcele - Alípio Martins, Marcele - J. Michiles | 3:25    |  |
| 3.  | "Coisas Mais Loucas"                                                                   | Michael Sullivan, Paulo Massadas                                                                                 | 4:17    |  |
| 4.  | "Tua Presença"                                                                         | Carlos Cola, Mauricio Duboc                                                                                      | 3:32    |  |
| 5.  | "Amores"                                                                               | Fernando Brant, Milton Nascimento                                                                                | 2:45    |  |